# Ivana Kobilca
Ivana Kobilca, slovenska slikarka, * 20. december 1861 , Ljubljana, † 4. december 1926, Ljubljana.

## Življenje
Njen oče je bil Jakob, doma iz Homca pri Kamniku, izučen za krznarja in kolarja, kasneje pa še za dežnikarja. Prodajalno je imel pred potresom na Špitalski (Stritarjevi) ulici, po potresu pa jo je preselil na Mestni trg 23. Bil je podjeten in je ustvaril ugodne gmotne razmere za družino. Mati je bila Marija, rojena Škofič iz Podbrezij. Imela je sestro Marijo (1860), brata Ivana (1861), Josipa (1865) in sestro Frančiško (1870). Osnovno in meščansko šolo je obiskovala pri uršulinkah v Ljubljani.
Ivana Kobilca se je risanja učila pri Idi Künl v Ljubljani, zasebno pa se je učila še francoščino in italijanščino. Pri 16 letih je z očetom obiskala Dunaj, ki jo je tako prevzel, da je sklenila postati slikarka. Po nekaj letih (l. 1879) se je dejansko vrnila na Dunaj, kjer je v galeriji Dunajske akademije kopirala slike starih mojstrov. V letih 1881–1891 je svoje znanje izpopolnjevala v Münchnu, kjer je vstopila v umetnoobrtno šolo. Naslednjih sedem let (1882–1889) je bila na akademiji učenka Aloisa Erdeltapa, risala akte po golih, tudi moških modelih, kar je bila redkost. Pri risanju in študijah akta si je Kobilca pomagala s fotografijo. Fotoaparat je uporabljala od Münchna dalje in več posnetkov, med katerimi se jih veliko odlikuje po kakovosti in po izvirnih likovnih rešitvah, obdržala vse življenje. Med počitnicami je zbirala in risala naravo ter kmečko življenje. To nagnjenje se je stopnjevalo pod vplivom prijatelja Ferda Vesela in jo pripelje med münchenske moderniste; med njimi je bil posebno Fritz von Uhde njen vzor. Leta 1891 je na pobudo vzornika Uhdeja poslala svoji sliki Poletje in Likarice, ki sta bili naslikani v naravi, v pariški Salon, kjer ji je Državno umetnostno združenje podelilo naziv associée, pridružene članice. To ji je prineslo pravico do razstavljanja ene slike v Salonu, ne da bi o njej razsojala žirija.
V Parizu je živela v letih 1891 in 1892, kjer se je krajši čas izpopolnjevala v zasebni šoli Henrija Gervexa, vmes pa je leta 1892 slikala v Barbizonu, mestecu ob robu fontainebleaujskega gozda, ki so ga slikarji radi izbrali za pleneristično slikanje. 
Leta 1894 je obiskala Firence, nato pa zaradi ugodnih naročil v letih 1897–1905 živela v Sarajevu, kjer je bila tudi članica Sarajevskega slikarskega kluba. Tu je naredila tri cerkvene freske (v letih 1900 in 1905) ter z ilustracijami sodelovala v enciklopediji Die österreichisch-ungarische Monarchie in Wort und Bild (1901) in v več letnikih revije Nada. 
Leta 1903 je, po naročilu župana Ivana Hribarja, za prenovljeno dvorano mestne hiše v Ljubljani dokončala alegorično kompozicijo Slovenija se klanja Ljubljani, ki jo je Rihard Jakopič precej negativno ocenil. V letih 1906–1914 je živela v Berlinu, nato pa v Ljubljani.
Samostojno je 1889. leta razstavljala v Ljubljani in 1890. leta v Zagrebu, retrospektivne razstave pa so ji priredili leta 1928, 1979 in 2018 v Narodni galeriji v Ljubljani.

## Dela in pomen
Ivana Kobilca je najpomembnejša slovenska slikarka. Po socialnem izvoru, načinu življenja, umetnostnih idealih in delu je bila izrazito meščanska umetnica. Pripadala je generaciji slovenskih realistov, ki so najpomembnejša dela ustvarili v osemdesetih letih 19. stoletja. Kobilčin najdragocenejši prispevek slovenski umetnosti je nastal, ko je živela v tujini in je domovino le obiskovala. Težišče je bilo v figuralnem slikarstvu, še posebej portretu in žanrskih upodobitvah iz kmečkega in meščanskega življenja. Od berlinskega obdobja dalje se mu je pridružilo cvetlično tihožitje, ki je v zadnjih letih prevladalo, saj je ugotovila, da je portrete nadomestila fotografija in ni bilo več povpraševanja po njih. Zgodnja dela odsevajo značilnosti münchenskega ateljejskega slikarstva; slikana so v temnih, rjavih odtenkih, le pasteli so svetli in rožnati. Pod vplivom münchenske moderne (F. von Uhde) in francoskega plenerizma (J. Bastien-Lepage) so Kobilčine barve od okoli leta 1889 dalje svetlejše in tudi sicer njena dela kažejo značilnosti plenerističnega slikarstva. Za pariško obdobje so značilni modrikasti odtenki, predvsem v senčenju, in samostojnejše reševanje svetlobnih problemov.
Koraka, ki vodi od tod v impresionizem, vsaj kolikor vemo, Ivana Kobilca ni storila. V zadnjem obdobju je njena umetniška moč začela pešati, z nekaj izjemami so slike iz tega časa puste in neosebne. Poleg odličnih portretov sestre Fani in avtoportretov je od znanih osebnosti portretirala še J. Stareta (1890), J. J. Strossmayerja (1899), Ani Župančič (1917), O. Župančiča (1922) in I. Hribarja (1920-26). Ilustrirala je tudi Pesmi I Simona Jenka (1896).
Po Juriju Šubicu in njegovi sliki Pred lovom (1883) je prva, ki je razstavljala na pariškem Salonu, in sicer kar trikrat: 1891 Poletje in Likarice, 1892 V lopi in Dekle v naslonjaču, 1897 Sestri s šopkom.
Ivana Kobilca je bila kot edina ženska upodobljena na bankovcih osamosvojene države, na slovenskem tolarju. Upodobljena je bila na bankovcu za 5000 tolarjev. V Sloveniji ena ulica nosi ime po njej (v soseski Novo Brdo v Ljubljani). Njen spomenik je v Podbrezju in spominska tabla v Ljubljani. 